# 알시드 도르비니
알시드 도르비니(프랑스어: Alcide d'Orbigny, 1802년 9월 6일~1857년 6월 30일)는 프랑스의 고생물학자이다.
고미생물학의 창시자로 지층을 세분하여 조(組, stages)의 단위를 만들었다.